# 海口镇 (青田县)
海口镇，是中华人民共和国浙江省丽水市青田县下辖的一个乡镇级行政单位。

## 行政区划
海口镇下辖以下地区：
麻埠村、界阜村、海口村、高沙村、鹿山村、南岸村、海林村、泗洲埠村、东江村、南江村、和合村、平山村和凉亭脚村。